# Sanie la Jocurile Olimpice de iarnă din 2014
Probele sportive de sanie la Jocurile Olimpice de iarnă din 2014 s-au desfășurat în perioada 8-13 februarie 2014 la Centrul Sanki Sliding aflat lângă Krasnaia Poliana, Rusia (în apropierea orașului Soci). Au participat 110 de sportivi din 24 de țări.
În aprilie 2011, Comitetul Internațional Olimpic a aprobat o nouă probă la această disciplină: ștafetă pe echipe mixtă (o sanie dintre cele trei de la fiecare țară), asta însemnând că numărul de probe a fost 4, în premieră pentru JO de iarnă.
În decembrie 2017, sportivii Albert Demcenko și Tatiana Ivanova au fost găsiți vinovați în scandalul de dopaj de stat din Rusia. Prin urmare, medaliile câștigate de aceștia au fost retrase.

## Calendarul competiției
Acest calendar cuprinde toate cele patru probe de sanie.
Toate orele sunt în Ora României (UTC+2).
| Dată         | Oră   | Probă                           |
| ------------ | ----- | ------------------------------- |
| 8 februarie  | 16:30 | Simplu masculin, manșele 1 și 2 |
| 9 februarie  | 16:30 | Simplu masculin, manșele 3 și 4 |
| 10 februarie | 16:45 | Simplu feminin, manșele 1 și 2  |
| 11 februarie | 16:30 | Simplu feminin, manșele 3 și 4  |
| 12 februarie | 16:15 | Dublu, manșele 1 și 2           |
| 13 februarie | 18:15 | Ștafetă pe echipe mixtă         |

## Sumar medalii

### Clasament pe țări
| Loc   | Țară                             | Aur | Argint | Bronz | Total |
| ----- | -------------------------------- | --- | ------ | ----- | ----- |
| 1     | Germania (GER)                   | 4   | 1      | 0     | 5     |
| 2     | Austria (AUT)                    | 0   | 1      | 0     | 1     |
| 3     | Letonia (LAT)                    | 0   | 0      | 2     | 2     |
| 4     | Italia (ITA)                     | 0   | 0      | 1     | 1     |
| 4     | Statele Unite ale Americii (USA) | 0   | 0      | 1     | 1     |
| Total | Total                            | 4   | 2      | 4     | 10    |

### Probe sportive
| Probă sportivă          | Aur                                                                       | Aur      | Argint                                           | Argint   | Bronz                                                               | Bronz    |
| Simplu masculin         | Felix Loch · Germania (GER)                                               | 3:27.526 | vacant                                           |          | Armin Zöggeler · Italia (ITA)                                       | 3:28.797 |
| Simplu feminin          | Natalie Geisenberger · Germania (GER)                                     | 3:19.768 | Tatjana Hüfner · Germania (GER)                  | 3:20.907 | Erin Hamlin · Statele Unite ale Americii (USA)                      | 3:21.145 |
| Dublu                   | Germania (GER) · Tobias Arlt · Tobias Wendl                               | 1:38.933 | Austria (AUT) · Andreas Linger · Wolfgang Linger | 1:39.455 | Letonia (LAT) · Andris Šics · Juris Šics                            | 1:39.790 |
| Ștafetă pe echipe mixtă | Germania · Natalie Geisenberger · Felix Loch · Tobias Arlt / Tobias Wendl | 2:45.649 | vacant                                           |          | Letonia · Elīza Tīruma · Mārtiņš Rubenis · Andris Šics / Juris Šics | 2:47.295 |

## Țări participante
110 sportivi din 24 de țări au participat la disciplina sanie, cu numărul de sportivi din delegație în paranteze. Atât Kazahstan cât și Tonga (care de asemenea își face debutul la JO de iarnă) și-au făcut debutul în cadrul acestei competiții. Sportivii din India au concurat drept Atleți Olimpici Independenți, deoarece Comitetul Olimpic Indian a fost suspendat temporar de Comitetul Internațional Olimpic.
| - Atleții Olimpici Independenți (1) - Australia (1) - Austria (10) - Bulgaria (1) - Canada (8) - Cehia (4) - Coreea de Sud (4) - Elveția (2) | - Franța (1) - Germania (10) - Italia (10) - Japonia (1) - Kazahstan (1) - Letonia (9) - Norvegia (3) - Polonia (5) | - Republica Moldova (1) - România (4) - Rusia (10) - Slovacia (6) - Taipeiul Chinez (1) - Tonga (1) - Ucraina (6) - Statele Unite ale Americii (10) |

### Calificare
Au fost puse la dispoziție un număr de maxim 110 locuri, toate fiind ocupate. S-au luat în considerare rezultatele din perioada 1 noiembrie 2012 - 31 decembrie 2013.